# علیرضا آشناگر
علیرضا آشناگر (زاده ۲ اردیبهشت ۱۳۳۸ در خرم‌آباد) سیاستمدار ایرانی است که در دولت دوازدهم به عنوان استاندار سمنان فعالیت می‌کرد.

## سوابق
علیرضا آشناگر مسئولیت‌های بخشداری ویسیان، بخشداری الشتر، فرمانداری شهرستان کوهدشت، فرمانداری ساوه، شهرداری ملایر، شهرداری نهاوند، معاونت سیاسی امنیتی استان‌های کردستان و قزوین و سرپرستی استانداری کردستان را تجربه کرده‌است.